# Caroline Douglas
Pour les articles homonymes, voir Douglas.
Caroline Douglas (1821-1904), marquise de Queensberry, est une bienfaitrice des nationalistes irlandais,.

## Biographie
Caroline Douglas est née Caroline Margaret Clayton en Irlande, en 1821. Elle est la fille de William Clayton (5e baronnet), un ancien général d'armée et le député de Marlow, dans le Buckinghamshire, en Angleterre. Sa mère, Alice Clayton (née O'Donel), vient du comté de Mayo et est catholique. Malgré cela, le couple a quatre enfants élevés dans la foi protestante. Caroline Douglas vit à Bantry, comté de Cork jusqu'à l'âge de 2 ans, lorsque la famille déménage en Angleterre dans la maison familiale de Harleyford House, dans le Buckinghamshire. Des membres de la royauté et des politiciens viennent régulièrement à la maison, y compris Napoléon III. Son père refuse de donner son consentement à son mariage avec Archibald Douglas, lord Drumlanrig, le couple s'enfuit et se marie à Gretna Green, le 28 mai 1840,.
Le couple a 5 fils et 2 filles : Gertrude, Jean, François, Archibald, et les jumeaux Jacques et Florence. Un fils meurt en bas âge. Leur mariage a souffert des problèmes de jeu et d'adultère d'Archibald. Il meurt en 1858 dans un accident de chasse, la laissant vivre ce qui a été décrit comme une « vie agitée ». Elle voyage entre les stations en vogue de Grande-Bretagne et d'Europe, ou au domaine Douglas, à Glen Stuart, à Dumfries, Écosse.
En 1861, Douglas se convertit au catholicisme, choquant sa famille. Elle apprend que sa belle-mère prévoit d'emmener ses enfants loin d'elle ce qui l'incite à fuir vers la France et à obtenir la protection officielle par sa vieille connaissance Napoléon III. Un certain nombre de ses enfants sont également devenus catholiques, dont un fils et une fille entrés dans les ordres. Elle retourne en Angleterre en 1864, lorsque la santé de sa belle-mère commence à décliner.

## Activisme politique
Douglas s'est toujours considérée comme étant irlandaise et fait scandale dans la société londonienne de 1867, quand elle collecte de l'argent pour la défense des martyrs de Manchester. Elle écrit aux trois hommes alors qu'ils sont en prison et a envoyé un chèque de 100 £ pour les personnes à leur charge. Elle continue de soutenir le nationalisme irlandais malgré la froideur de l'accueil dans la société anglaise. Douglas écrit des brochures sur le sujet, notamment Let there be light en 1897. Elle correspond aussi régulièrement avec la presse au sujet de la question irlandaise. Elle est un donateur régulier des radicaux irlandais, et des rumeurs disent qu'elle a financé un des journaux féniens clandestinement.
Douglas a soutenu un certain nombre d'organismes de bienfaisance catholiques écossais, notamment en aidant son fils Archibald et sa paroisse. Il est possible qu'elle corresponde avec James Connolly de 1896 à 1903, et qu'elle ait été abonnée aux publications du Parti socialiste républicain irlandais. Il a dit à tort, qu'elle est devenue nonne à la fin de sa vie, à cause d'une lettre écrite à John Devoy depuis une couvent franciscain de Bayswater. Cependant, elle vit à Boulogne quelques années plus tard, vivant sur une petite rente léguée par son père.
Elle meurt le 14 février 1904 à Glen Stuart.